# Archanara nigra
Archanara nigra là một loài bướm đêm trong họ Noctuidae.